# دیردری لاوجوی
دایردر لاوجوی (انگلیسی: Deirdre Lovejoy؛ زادهٔ ۳۰ ژوئن ۱۹۶۲) یک هنرپیشه اهل ایالات متحده آمریکا است.